# Paulo Antonio de Oliveira
Paulo Antonio de Oliveira (sinh ngày 16 tháng 7 năm 1982) là một cầu thủ bóng đá người Brasil.

## Sự nghiệp câu lạc bộ
Paulo Antonio de Oliveira đã từng chơi cho Kyoto Sanga FC, Ventforet Kofu, Gamba Osaka và Oita Trinita.